# دکانال
دکانال (به انگلیسی: Decanal) با فرمول شیمیایی C۱۰H۲۰O یک ترکیب شیمیایی با شناسه پاب‌کم ۸۱۷۵ است. که جرم مولی آن ۱۵۶٫۲ g/mol می‌باشد. شکل ظاهری این ترکیب، مایع بی‌رنگ است.